# اقتصاد دمشق

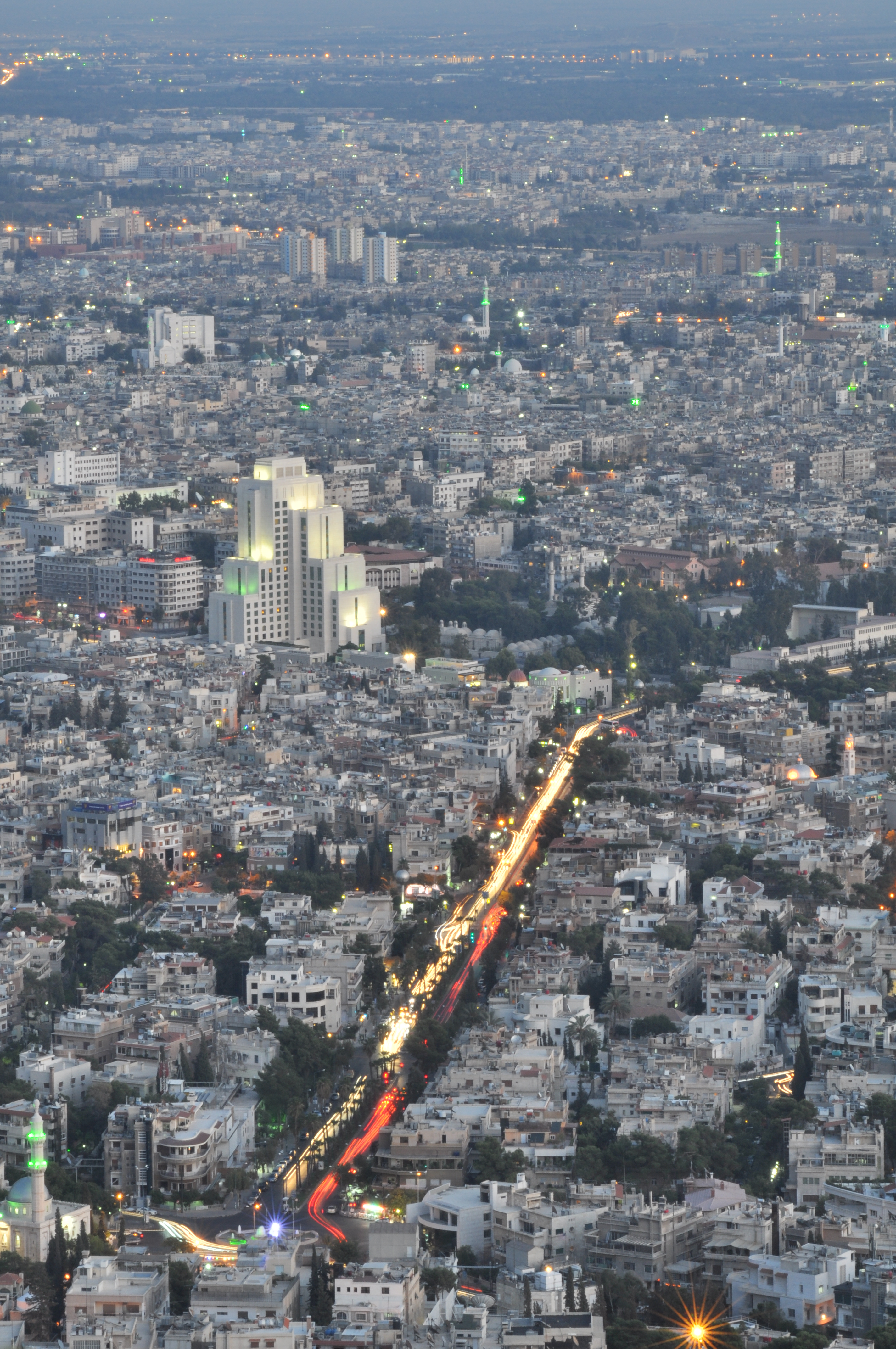
دمشق من الأعلى وقت الغسق.

يقوم اقتصاد دمشق على موارد عدة، أهمُّهما السياحة والصناعة والتجارة.

## السياحة
| دمشق لن تموت أبداً، السنوات هنا ليست إلا لحظات، عشرات السنوات هي فتات غير ملموسة للزمن، هي نموذج للخلود. مارك توين |
| — |

تلقَّب دمشق بمدينة الياسمين، حيث تتميز دمشق القديمة بزراعة الياسمين، ويسمى الياسمين الدمشقي، وله شهرته في كل حارة ومنزل من المدينة، ومنذ القدم اهتم سكان دمشق بزراعة الورود والأزهار داخل البيوت بشكل كبير، وتجد الياسمين في الباحات الداخلية والشرفات والعرايش والأقواس والقناطر والأعمدة التي يكسوها تماما وجوانب الحارات القديمة وفي الحدائق. يتميز الياسمين الدمشقي برائحته العطرة النفاذة التي تعطي انطباعا بالارتياح. دمشق هي المدينة العريقة التي تعطيك الكثير، سحر المكان، بوابة ومدخل إلى التاريخ في دمشق القديمة بكل تفاصيله، تضم دمشق القديمة العديد من الأحياء العريقة والأسواق والخانات والمساجد والكنائس والمدارس والشوارع المرصوفة والقلعة والسور الروماني، تمتاز الآثار التاريخية في المدينة القديمة بأنها تعود لعدة فترات وحقب زمنية من الحضارات التي تعاقبت على المدينة العريقة. جبل قاسيون حيث تنتشر والمطاعم والمقاهي بإطلالة جميلة على المدينة من جهتها الشمالية الغربية بارتفاع يصل إلى 1153 متر،  الغوطة الغناء بمنتزهاتها وبساتينها ومطاعمها الكثيرة، حيث تشتهر غوطة دمشق بخصوبة الأرض وجودة المياه حيث تغذي بساتين الغوطة مجموعة من الأنهار الصغيرة من فروع نهر بردى وشبكة من قنوات الري وهي عبارة عن بساتين من شتى أنواع أشجار الفاكهة وبساط اخضر وكذلك تشتهر بزراعة كافة أنواع الخضار والذرة الشامية الشهيرة والزهور، وربيع الغوطة له رونقه وجماله المميز حيث الربيع بكل معانيه. ربوة دمشق وادٍ ساحر بين الجبال يجاور نهر بردى 

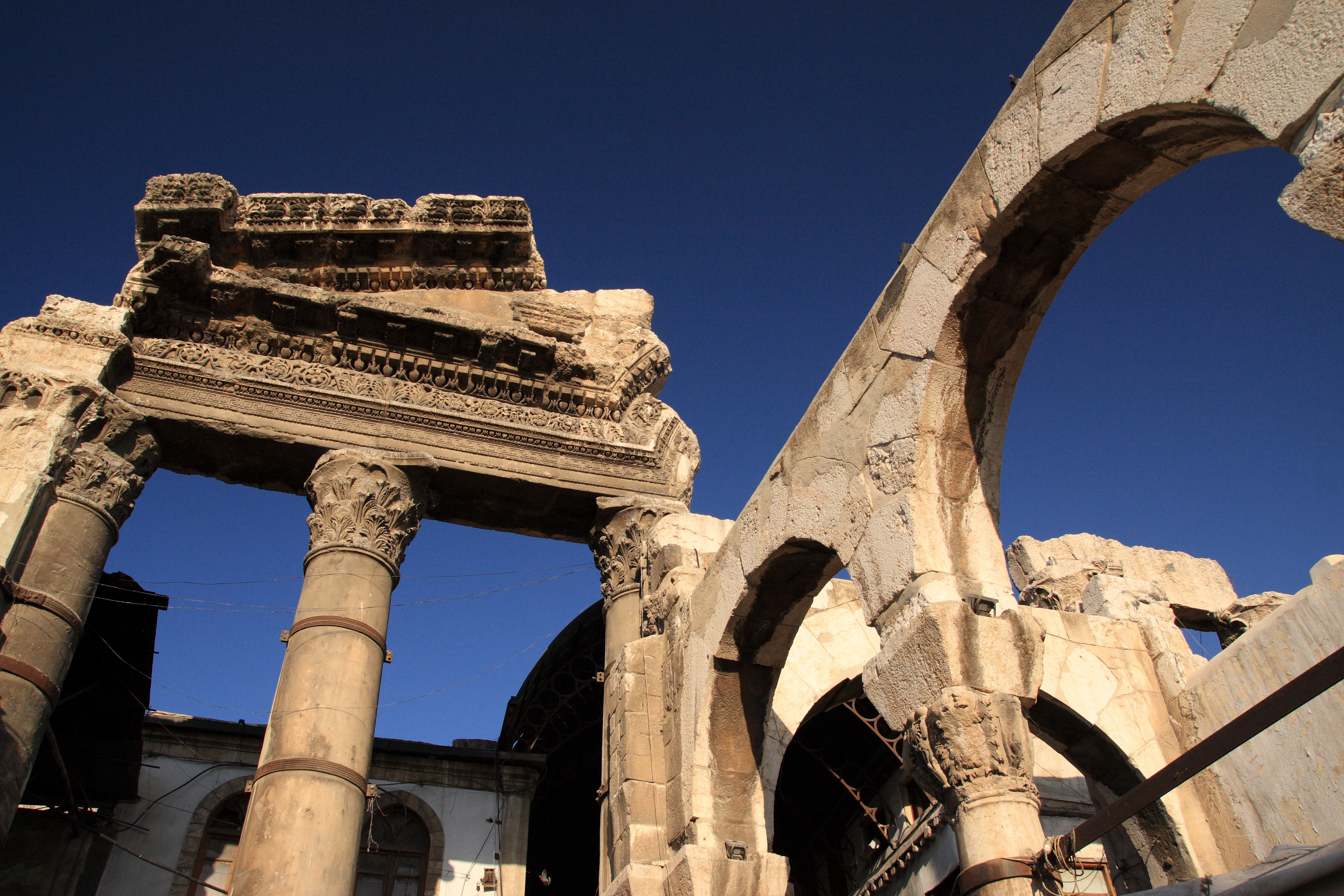
من آثار دمشق التاريخية.

سكة قطار المصايف التاريخي وطريق المصايف وتتناثر على امتداد الربوة النوادي والمطاعم والمنتزهات. تتميز بلدة معلولا الواقعة 50 كم إلى الشمال من دمشق بآثارها القديمة وكنائسها وأديرتها التي تعود في تاريخها إلى مطلع القرون الميلادية وترتبط بأسماء عدد من القديسين المشهورين في الشرق.
وصل عدد القادمين العرب إلى سوريا خلال عام 2009 إلى 478,7931 ألف شخص، فيما وصل عدد القادمين الأجانب خلال نفس العام حوالي 186,7927 ألف شخصٍ نزلوا في 687 فندقاً ووُفِّرت لهم 20,863 غرفة، كان منهم 456,312 زائرٍ لمعرض دمشق الدولي الذي شاركت به 48 دولة خلال عام 2009. كان عدد فنادق دمشق في عام 2009 حوالي 230 فندقاً، وفَّرت 15,544 سريراً موزعة على 6,992 غرفة، كان منها 13 فندق 5 نجوم، و16 فندق أربع نجوم و26 و56 و108 فنادق ثلاثة نجوم ونجمتين ونجمة واحدة على التوالي. وقد زار خان أسعد باشا بدمشق 219,59 زائراً في عام 2009 بعد أن كانوا 166,27 زائراً خلال عام 2008. أما على صعيد المتاحف فقد حظي متحف دمشق الوطني متحف التقاليد الشعبية ومتحف دمشق التاريخي بـ145,435 و247,909 و3,172 زائراً خلال عام 2009 على التوالي، كما حظي متحف الطب والعلوم بـ10,058 زائراً خلال نفس العام.

## الصناعة والتجارة

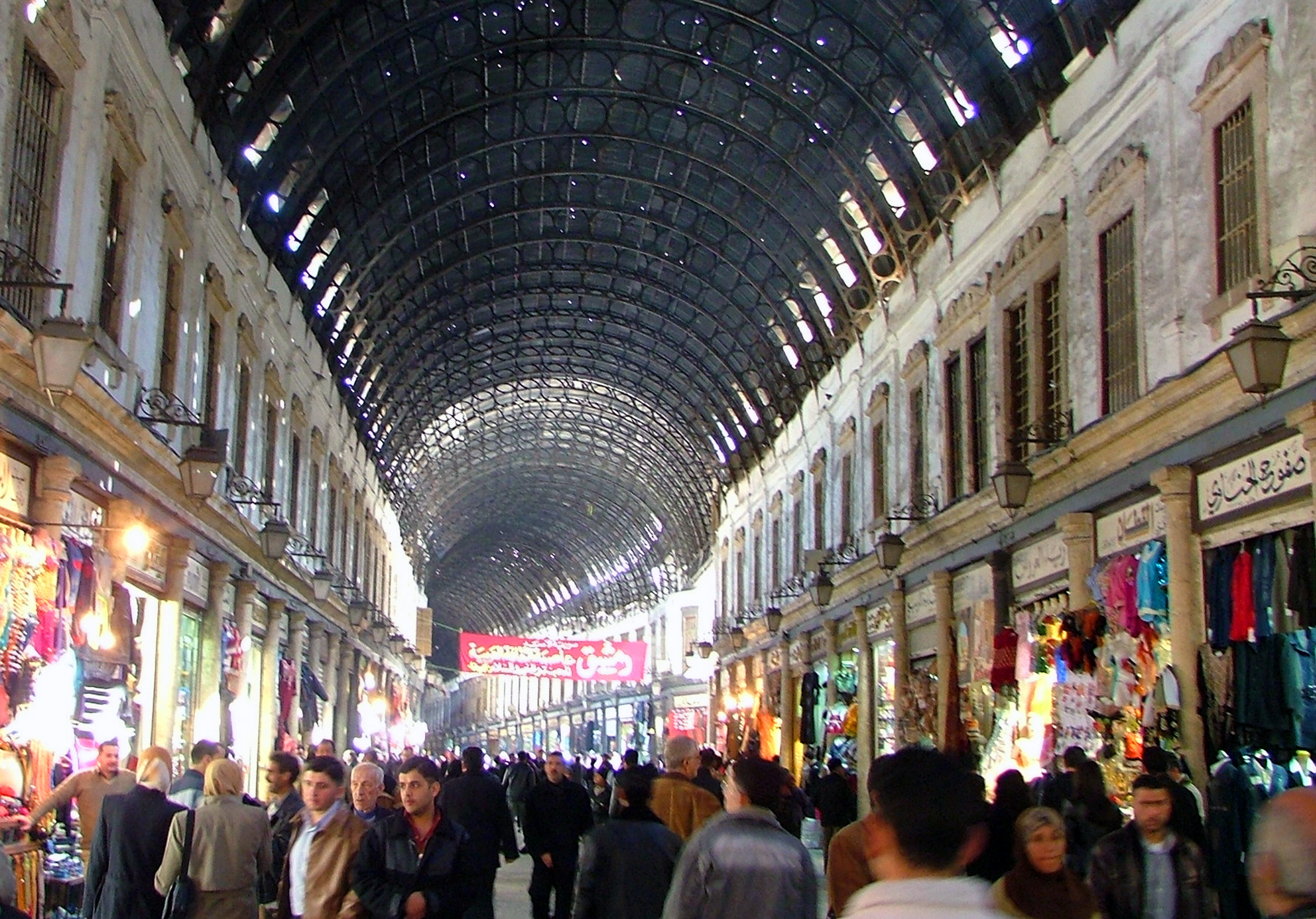
سوق الحميدية، أشهر أسواق دمشق.

كانت دمشق عبر تاريخها الطويل مركزًا تجاريًا وصناعيا هامًا في المنطقة. فهي منذ القدم شهيرة بصناعاتها المتميزة ومهارة صناعها فهي مركز صناعي هام وسوق للمنطقة ومن الصناعات التراثية، مثل صناعة الأقمشة والنسيج وخاصة صناعة قماش البروكار المعروف عالميا باسم دمشق (الداماسكو) والأصواف والجلود. وصناعات النحاس والأرابيسك والحفر على الخشب، وصناعة الحلي والمصدفات الدمشقية الشهيرة وصناعة الحرير والأصواف والأقمشة المطرزة. وكذلك صناعة الحلويات الدمشقية الشهيرة والفواكة المجففة التي اشتهرت بها دمشق في العالم اجمع وكذلك (الحلويات الدمشقية) أو الحلويات الشرقية السورية. كما اشتهرت دمشق في الماضي ب صناعة السيوف السيف السيف دمشقي التي عرفت بجودتها وحدتها وتفردت بما يعرف بـ سيف دمشقي وقد حير المعدن الذي تصنع منه هذه السيوف العلماء وسمي بالمعدن الأسطوري.
دمشق اليوم قامت بها أحدث الصناعات المتطورة واكثرها تطورآ في المنطقة مثل:
- الصناعات الكهربائية.
- الصناعات الإلكترونية.
- صناعة الأدوات المنزلية.
- الصناعات المعدنية.
- صناعة الألبسة الجاهزة.
- الصناعات الكيماوية.
- صناعة المعدات والآلات الزراعية.
- صناعة معدات وتجهيزات المعامل والمصانع.
- الصناعات الغذائية بأنواعها.
- صناعة الألبان ومشتقاتها.
- صناعة الغزل والخيوط.
- صناعة الأحذية والصناعات الجلدية
- الصناعات النسيجية بأنواعها
- صناعة البلاستيك.
- صناعة الأثاث.
- الصناعات التحويلية.
- صناعة هياكل السيارات.
- صناعة السيارات.
- صناعة قطع الغيار.
- الصناعات الغذائية.
- وكذلك الصناعات الدمشقية الأصيلة مثل المصنوعات اليدوية والمجوهرات والحلي التقليدية والأثاث الخشبي والمعدني والأواني النحاسية والموزاييك والكثير من الصناعات التقليدية والمتطورة.